# Duivendrecht (stacja kolejowa)
Duivendrecht – stacja kolejowa w Duivendrechcie, w gminie Ouder-Amstel, w prowincji Holandia Północna, w Holandii. Stacja została otwarta w 1993. Znajduje się tuż przy granicy z Amsterdamem. Stacja składa się z dwóch krzyżujących się pod kątem prostym peronów (jeden pod drugim), obsługujących pociągi udające się w cztery różne kierunki, oraz z dwóch peronów metra.
| Duivendrecht                    |  |                                         |
| Linia                           |  |                                         |
| Amsterdam Amstelodległość: 1 km |  | Amsterdam Bijlmer ArenA odległość: 2 km |

| Duivendrecht               |  |                               |
| Linia                      |  |                               |
| Diemen Zuidodległość: 3 km |  | Amsterdam RAI odległość: 5 km |